# Звеняча долина
Звеня́ча доли́на — ботанічний заказник місцевого значення. Розташований у селі Слобода-Яришівська Могилів-Подільського району Вінницької області.
Цінна ділянка природної степової рослинності.
Площа — 89 га. Утворений у 1999 р. (Рішення Вінницької обласної ради від 17.12.1999 р.). Перебуває у віданні Слободо-Яришівської сільської ради.